# The Saints Are Coming
The Saints Are Coming är en låt med punkbandet The Skids. Låten har även spelats in som duo med U2 och Green Day, som då spelades i New Orleans till förmån för offren till orkanen Katrina. Låten är skriven av Richard Jobson och Stuart Adamson.
Låten släpptes oktober 1978 på EP:n Wide Open och fanns även med på The Skids debutalbum Scared to Dance. Temat i sångens text är en man som drabbas av oväder och personlig oro.

## Låtlistor
Wide Open, EP av The Skids som innehåller "The Saints Are Coming".
 A-sida:
1. The Saints Are Coming - 2:37
2. Of One Skin - 2:28

B-sida:
1. Night and Day - 2:35
2. Contusion - 2:42

The Saints Are Coming av U2 och Green Day.
1. The Saints Are Coming - 3:26
2. The Saints Are Coming (Live from New Orleans) - 3:27